# Chalybion yangi
Chalybion yangi är en biart som beskrevs av Li 1995. Chalybion yangi ingår i släktet Chalybion och familjen grävsteklar. Inga underarter finns listade i Catalogue of Life.